# Нові Гебриди
17° пд. ш. 168° сх. д. / 17° пд. ш. 168° сх. д.
Нові Гебриди — архіпелаг та історична назва Вануату, республіки, розташованої на островах Еспіриту-Санто, Амбрим, Ефате та інших (разом близько 80), у південно-західній частині Тихого океану.

## Історія
Острови відкрив іспанський мореплавець португальського походження Педро де Кірос (Кіруш) у 1606 року. У 1770-х рр. досліджені англійським мореплавцем Джеймсом Куком, який дав їм назву «Нові Гебриди» на честь Гебридських островів, розташованих на захід від Шотландії.
У 1906-1980 — спільне володіння (кондомініум) Великої Британії та Франції.
З 30 липня 1980 офіційна назва Нових Гебридів — Республіка Вануату.
У колоніальний період монетний двір держави знаходився у Парижі. Грошова система до 1983 — франк (100 сантимів = 1 франк), після 1983 — вату.
| Прапор Вануатуу | Це незавершена стаття про Вануату. Ви можете допомогти проєкту, виправивши або дописавши її. |